# Санный спорт на зимних Олимпийских играх 1980
Соревнования по санному спорту на зимних Олимпийских играх 1980 года прошли с 13 по 16 февраля на санно-бобслейной трассе в американском Лейк-Плэсиде. В состязаниях приняли участие 80 спортсменов из 14 стран, были разыграны три комплекта наград — на одноместных и двухместных санях среди мужчин и одноместных санях среди женщин.
Заезды проводились отдельно от бобслея на другом треке, специально возведённом для данной Олимпиады. Автором проекта выступил франко-польский архитектор Ян Штелер — общая стоимость строительства составила 5,8 млн долларов.
Спортсмены Восточной Германии сохранили за собой лидерство в медальном зачёте, достигнутое на предыдущих Играх. Среди одиночных саней победу одержал Бернхард Гласс, а в двойках второй раз подряд чемпионами стали Ханс Ринн и Норберт Хан. Тем не менее, у женщин выставленная ГДР Мелитта Зольман не смогла занять верхнюю ступень пьедестала — её опередила советская саночница Вера Зозуля. Саночная сборная СССР впервые участвовала в Олимпийских играх и сразу же получила две медали (бронзовую медаль выиграла Ингрида Амантова). Ранее все олимпийские медали выигрывались исключительно немецкоговорящими спортсменами, и это первый в истории случай, когда награды достались кому-то другому.

## Медали

### Общий зачёт
| Место | Страна  | Золото | Серебро | Бронза | Всего |
| ----- | ------- | ------ | ------- | ------ | ----- |
| 1     | ГДР     | 2      | 1       | 0      | 3     |
| 2     | СССР    | 1      | 0       | 1      | 2     |
| 3     | Италия  | 0      | 2       | 0      | 0     |
| 4     | Австрия | 0      | 0       | 1      | 1     |
| 4     | ФРГ     | 0      | 0       | 1      | 1     |
|       | Всего   | 3      | 3       | 3      | 9     |

### Медалисты
| Дисциплина                      | Золото                        | Серебро                                | Бронза                                  |
| Одиночки, мужчины см. подробнее | Бернхард Гласс ГДР            | Пауль Хильдгартнер Италия              | Антон Винклер ФРГ                       |
| Двойки, мужчины см. подробнее   | ГДР · Ханс Ринн · Норберт Хан | Италия · Петер Гшнитцер · Карл Бруннер | Австрия · Георг Флуккингер · Карл Шротт |
| Одиночки, женщины см. подробнее | Вера Зозуля СССР              | Мелитта Зольман ГДР                    | Ингрида Амантова СССР                   |